# Гарпократ
Гарпокра́т (грец. Harpokrates) Гор-па-херд (єг. hr-p3’´hrd) — грецька передача одного з єгипетських епітетів бога Гора (досл. гор — дитина). В Ермонтському храмі, спорудженому за Птолемеїв, зображено народження й виховання Гарпократа. Це дитина, яка тримає палець у роті, — ознака дитинства. Греки не зрозуміли цього умовного знаку і зробили з Гарпократа бога мовчання. Атрибути його — скорпіон, крокодил, лев, лань. У жертву Гарпократові приносили рибу, квіти лотоса й овочі.